# تنب بنغرو (دجغان)
تنب بنغرو (بالفارسية: تنب بنگرو) هي قرية تقع في إيران في بلدة دزكان. يقدر عدد سكانها بـ 241 نسمة .